# Vale de Nabal
Vale Nabal é uma aldeia portuguesa pertencente à freguesia de Almagreira e ao concelho de Pombal. De acordo com o censo de 2016, a população da localidade era de 250 habitantes.
(Esta localidade chama-se Vale Nabal e não Vale de Nabal ou Vale Naval como ainda aparece em alguma toponimia). 
Presume-se que nome Vale Nabal vem de Vale dos Nabos. O nabo era e ainda é muito comum na povoação sendo utilizado como alimento  de pessoas e animais.